# Gabriel Robin (Maler)

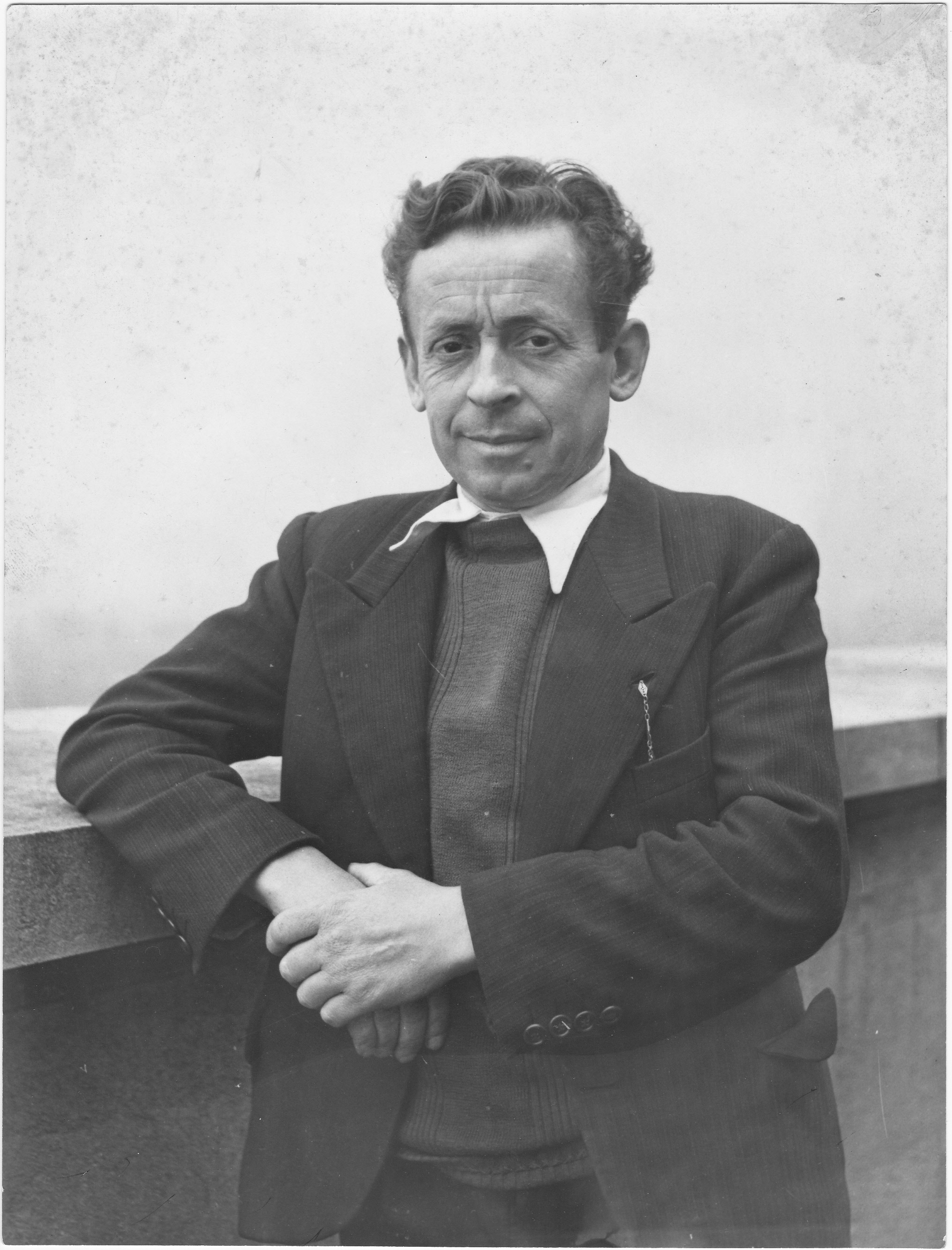
Gabriel Robin

Gabriel Robin (* 28. Mai 1902 in Nantes; † 28. Juni 1970 in Aulnay-sous-Bois) war ein französischer Schuhmacher und Maler, der der Nouvelle École de Paris zugerechnet wird.

## Leben
Nachdem er verschiedene Handwerksberufe in Fabriken und auf Baustellen ausgeübt hatte, besuchte Robin fünf Jahre lang Abendkurse im Zeichnen an der Kunstschule von Belleville. Ab 1931 lebte er in der Pariser Vorstadt Aulnay-sous-Bois, wo er in seinem Haus morgens als Schuster tätig war, den Rest des Tages beschäftigte er sich mit der Malerei.
1932 beteiligte er sich an der Gründung der anarchistischen Künstlergruppe Gruppe „Les Indélicats“, deren Mitglieder überwiegend aus dem Handwerker- und Arbeitermilieu kamen und die bis 1934 eine gleichnamige Zeitschrift in einer Auflage von hundert Exemplaren herausgab, illustriert von Maurice Estève, Édouard Pignon, Roger Falck, George Ort, Adrien Cumora, Gisele Delsine, Louis Féron, André Fougeron, Marcel Debarbieux und Gabriel Robin.
Der Kunsthändler Paul Rosenberg besuchte ihn 1938 in Aulnay-sous-Bois und kaufte die gerade fertiggestellten großformatigen Gemälde. Dem Rat von Georges Braque folgend, kaufte Rosenberg weitere Bilder. Nach dem Ausbruch des Zweiten Weltkriegs musste Rosenberg Frankreich verlassen und ging nach New York.
Gabriel Robin wurde bald von den Kritikern und dem Kunstmarkt anerkannt. Im Februar 1943 nahm er an der Ausstellung der zwölf zeitgenössischer Maler teil, die von dem Kunstkritiker Gaston Diehl in der „Galerie de France“ organisiert wurde. Dank André Lhote und Jacques Villon, mit denen er seit langem befreundet war, wurde Robin erfolgreich. André Lhote und seine Frau Simone Camin veranstalten 1943 seine erste Einzelausstellung in der „Galerie Pittoresque“.
Bis 1950 stellte Robin mehrmals in Paris in der Galerie de France, im Salon de Mai, im Salon d’Automne, im Musée du Luxembourg im Rahmen einer Ausstellung zeitgenössischer französischen Kunst (1946) aus, sowie in Lyon, in Saint-Étienne, in Nantes und schließlich in Lille.
Er zeigte seine Werke auch 1945 in Rio de Janeiro und São Paulo während der Ausstellung „Die französischen Maler von heute“ und 1962 in Tokio und Osaka im Rahmen der Internationalen Ausstellung französischer Malerei.
In den frühen fünfziger Jahren experimentierte er mit neuen plastischen und stilistischen Mitteln, die denen der lyrischen Abstraktion ähnelten. Das gefiel den Kunsthändlern nicht, und die neuen Werke fanden keine Anerkennung. Der Künstler zog sich vom Kunstmarkt zurück und eröffnete seine Schuhmacherwerkstatt in Aulnay-sous-Bois wieder, malte jedoch bis zu seinem Tod im Jahr 1970 weiter. Gleichzeitig beteiligte sich Robin aktiv am „L’Orpheon“, einer Gruppe von Freunden aus Aulnay.

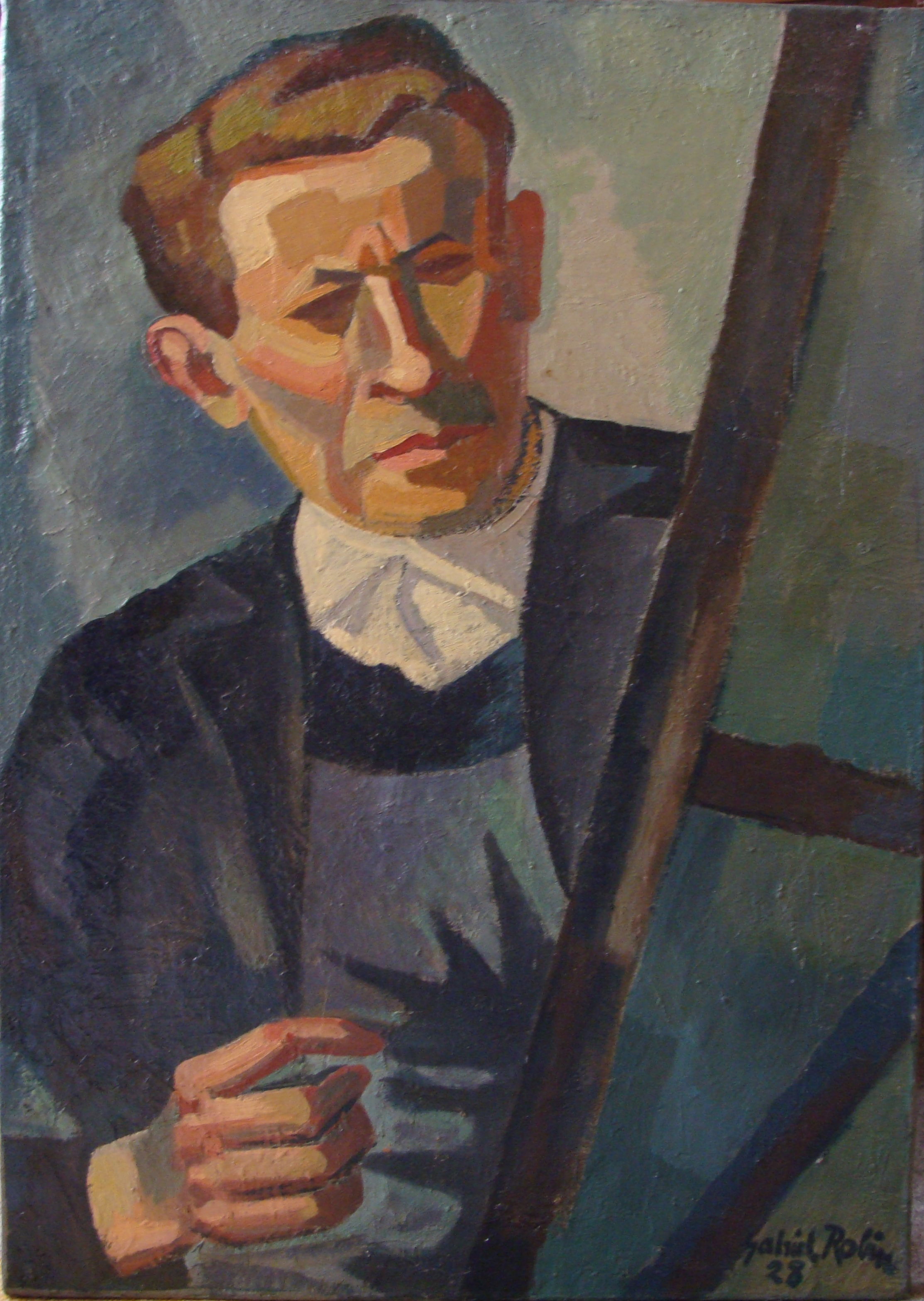
Selbstporträt 1928
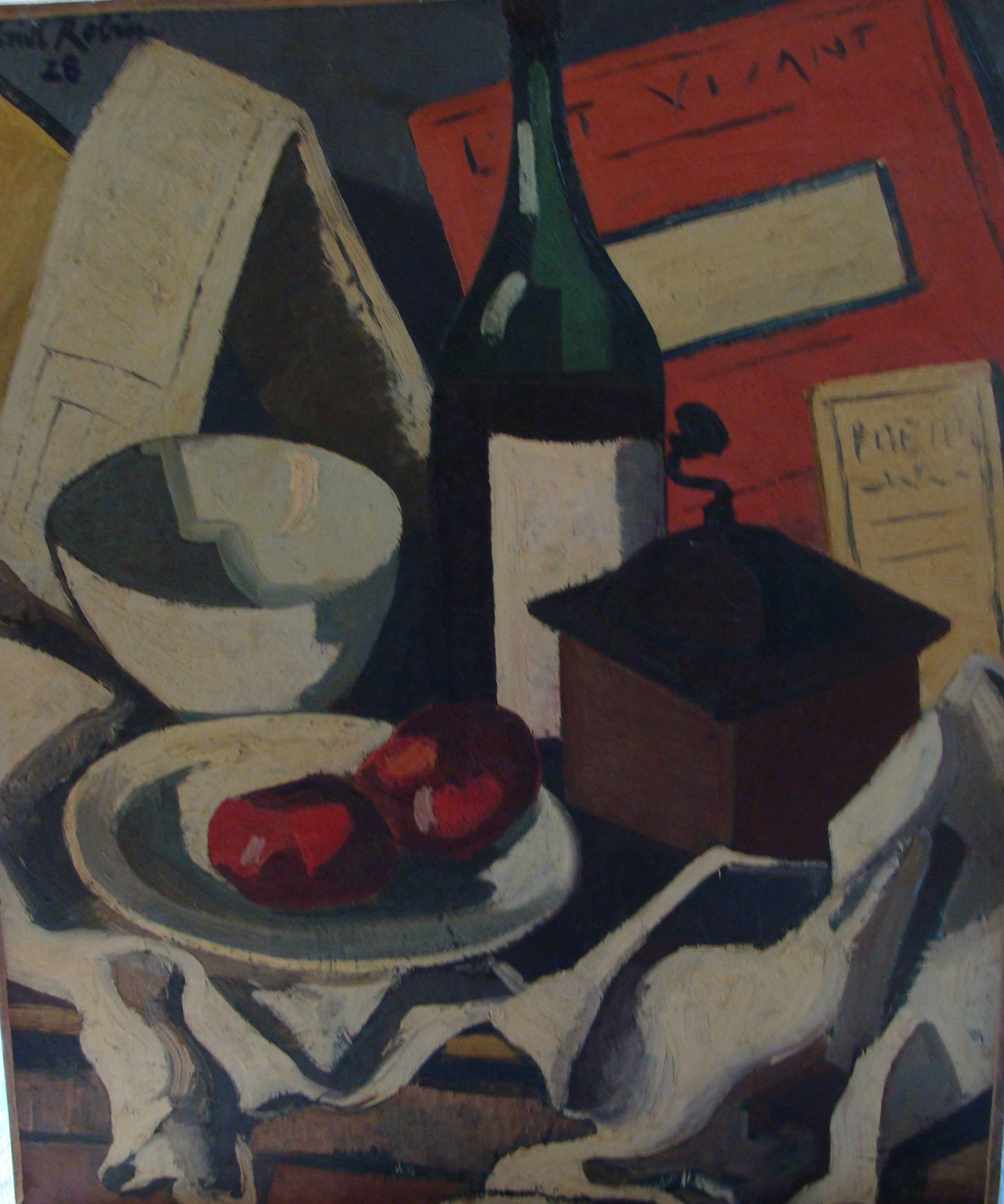
Schüssel, Flasche, Buch 1928
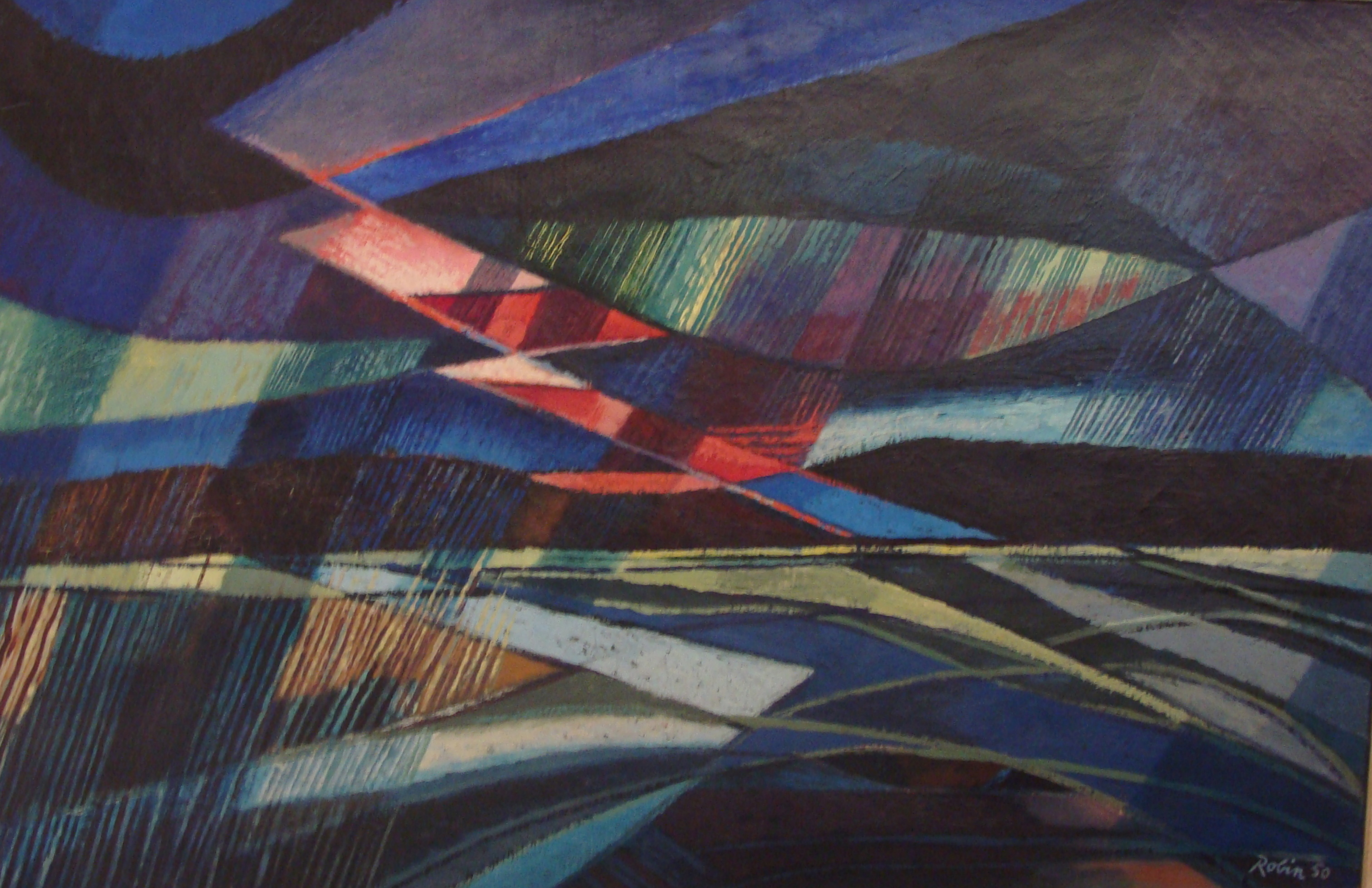
Der Sturm in der Ebene 1950